# 리수구
리수구(한국어: 이수구, 중국어: 梨树区, 병음: Líshù Qū)는 중화인민공화국 헤이룽장성 지시 시의 행정구역이다. 넓이는 396km2이고, 인구는 2007년 기준으로 90,000명이다.

## 행정 구역
5개 가도를 관할한다.
- 가도: 石磷街道, 碱场街道, 平岗街道, 穆棱街道, 街里街道.